# Wilhelm Siedersleben & Co.
Das Unternehmen Wilhelm Siedersleben & Co. in Bernburg gehörte von 1860 bis 1940 zu den bedeutenden Landmaschinenherstellern in Deutschland und machte sich vor allem durch Innovationen auf dem Gebiet der Drillmaschinen einen Namen. Es gehörte 1897 zu den 17 Gründungsmitgliedern des Vereins der Fabrikanten landwirtschaftlicher Maschinen und Geräte.

## Geschichte
Ursprung des Unternehmens war der Bau der ersten Großdrillmaschine in Deutschland mit 12 Fuß (3,76 m) Arbeitsbreite durch Wilhelm Siedersleben im Jahr 1856. Die zunächst nur für den Eigenbedarf vorgesehenen Drillmaschinen fanden solch großes Interesse, dass sich Siedersleben zunächst im Landwirtschaftsbetrieb seines Vaters in Belleben und ab 1868 in Bernburg in der ab 1865 errichteten Fabrik mit der Serienfertigung solcher Maschinen befasste.
Der Unternehmensgründer Wilhelm Siedersleben starb 1892. Er wird zusammen mit weiteren acht Persönlichkeiten zu den Begründern der deutschen Industrie landwirtschaftlicher Maschinen und Geräte gezählt. Nach seinem Tod führte seine Witwe Johanna den Betrieb weiter. Der als Ingenieur im Unternehmen tätige Josef Braun vertrat das Unternehmen 1897 auf der Gründungsversammlung des Vereins der Fabrikanten landwirtschaftlicher Maschinen und Geräte. 1903 trat Rudolf Tramnitz, Sohn des kaufmännischen Leiters Oswald Tramnitz, in das Unternehmen ein und heiratete 1904 die Tochter des Gründers, Johanna Siedersleben. 1925 heiratete Heinrich Zorn die Enkelin des Gründers, Johanna Tramnitz, und übernahm im gleichen Jahr die kaufmännische Leitung des Unternehmens. Ab 1933 war Heinrich Zorn geschäftsführender Gesellschafter.
Bis Ende der 1930er Jahre hatte das Unternehmen fast 160.000 Drillmaschinen und mehr als 60.000 Hackmaschinen produziert, wovon ein wesentlicher Teil exportiert wurde. Das Unternehmen hatte zu diesem Zeitpunkt etwa 450 Beschäftigte. 
Im Zweiten Weltkrieg blieb der Betrieb von Zerstörungen und danach von Demontagen durch die Besatzungsmächte weitgehend verschont. Unter der Leitung des Eigentümers Heinrich Zorn konnte deshalb bereits 1945 wieder mit der Produktion der traditionellen Produkte begonnen werden. Ab Mai 1945 wurden etwa 200 Mitarbeiter beschäftigt. Von Mai 1946 bis April 1949 wurden etwa 2800 Drillmaschinen als Reparationsleistung in die UdSSR geliefert.
1953 erfolgte die Enteignung. Das Werk kam als VEB Landmaschinenbau Bernburg zur VVB Land-, Bau- und Holzbearbeitungsmaschinen. Zu diesem Zeitpunkt hatte es etwa 350 Beschäftigte.

## Erzeugnisse
Bereits Ende der 1850er Jahre wurde das Drillmaschinen-Programm durch Gliederwalzen und Hackmaschinen erweitert. 1861 stellte Siedersleben den ersten zweireihigen Rübenheber vor, der „für die weitere Entwicklung dieser Maschinengruppe von großer Bedeutung war“.
1867 folgten Mineraldüngerstreuer mit einer Kombination von Rührfingern und Streutrommel und 1872 Getreidemäher mit starren Zinken. 1895 wurde daraus eine „Ablegemaschine mit Selbstbindung und schwingender Ablage der Garben“. Weder Düngerstreuer noch Getreidemäher prägten jedoch das Produktprogramm. Absoluter Schwerpunkt blieben die Drillmaschinen, deren generelle Entwicklung wesentlich durch Innovationen aus dem Unternehmen Siedersleben geprägt wurde. Dazu gab es unter anderem eine Auszeichnung auf der Weltausstellung 1873 in Wien. Auch auf der Weltausstellung in Chicago 1893 war das Bernburger Unternehmen vertreten.
Die Drillmaschinen, die dem Unternehmen zu weltweiter Reputation verhalfen, kamen unter der geschützten Marke „Saxonia“ auf den Markt. Diese Marke wurde nach 1953 vom VEB Landmaschinenbau Bernburg weiter genutzt. In den 1980er Jahren wurde die gesamte Produktionspalette des Kombinats Fortschritt Landmaschinen in der Bundesrepublik Deutschland unter dieser Marke vertrieben.
Ab Mitte der 1920er Jahre hatten die Drillmaschinen ein Einheitssärad, das die Dosierung aller gängigen Saatgutarten über die Drehzahländerung und einen verstellbaren Absperrschieber möglich machte. Eine wesentliche Weiterentwicklung fand nochmals Mitte der 1930er Jahre statt. Diese Lösungen wurden für einige Jahrzehnte zur Grundlage für die Entwicklungen auf dem Gebiet der Drillmaschinentechnik. 
Neben den Drillmaschinen belegte das Unternehmen auch mit seinen Hackmaschinen im Bereich bis 4 m Arbeitsbreite bei den DLG-Prüfungen in den ersten Jahrzehnten des 20. Jahrhunderts vordere Plätze. 
Die Innovationstätigkeit bei der Rübenerntetechnik fand ihren Niederschlag in verschiedenen Varianten einfacher Rübenheber und zweireihigen Erntemaschinen zum Köpfen und Roden. 1903 und 1921 erhielt das Unternehmen dafür Preise des Vereins der Deutschen Zuckerindustrie. Seiner Zeit weit voraus war das Unternehmen Anfang der 1920er Jahre mit einer mehrreihigen Zuckerrübenerntemaschine, in der das Köpfen und Roden kombiniert war. Ab den 1930er Jahren gehörte die Rübenerntetechnik nicht mehr zu den Schwerpunkten.